# Leichtathletik-Weltmeisterschaften 2017/Teilnehmer (Athlete Refugee Team)
| Gelbes Symbol für Goldmedaillen mit stilisierten Olympischen Ringen | Graues Symbol für Silbermedaillen mit stilisierten Olympischen Ringen | Braundes Symbol für Bronzemedaillen mit stilisierten Olympischen Ringen |
| ------------------------------------------------------------------- | --------------------------------------------------------------------- | ----------------------------------------------------------------------- |
| —                                                                   | —                                                                     | —                                                                       |

Im Flüchtlingsteam (englisch Athlete Refugee Team) (ART) wurden vom Internationalen Leichtathletikverband (IAAF) zwei Athletinnen und drei Athleten für die Weltmeisterschaften in London zugelassen.

## Ergebnisse

### Frauen

#### Laufdisziplinen
| Athletin              | Disziplin | Vorlauf        | Vorlauf | Halbfinale    | Halbfinale    | Finale        | Finale        |
| Athletin              | Disziplin | Zeit           | Platz   | Zeit          | Platz         | Zeit          | Platz         |
| --------------------- | --------- | -------------- | ------- | ------------- | ------------- | ------------- | ------------- |
| Rose Nathike Lokonyen | 800 m     | 2:20,06 min SB | 45      | ausgeschieden | ausgeschieden | ausgeschieden | ausgeschieden |
| Angelina Nadi         | 1500 m    | 4:33,54 min PB | 43      | ausgeschieden | ausgeschieden | ausgeschieden | ausgeschieden |

### Männer

#### Laufdisziplinen
| Athlet                   | Disziplin | Vorlauf         | Vorlauf | Halbfinale    | Halbfinale    | Finale        | Finale        |
| Athlet                   | Disziplin | Zeit            | Platz   | Zeit          | Platz         | Zeit          | Platz         |
| ------------------------ | --------- | --------------- | ------- | ------------- | ------------- | ------------- | ------------- |
| Ahmed Bashir Farah       | 800 m     | 1:50,04 min PB  | 40      | ausgeschieden | ausgeschieden | ausgeschieden | ausgeschieden |
| Dominic Lokinyomo Lobalu | 1500 m    | 3:52,78 min PB  | 40      | ausgeschieden | ausgeschieden | ausgeschieden | ausgeschieden |
| Kadar Omar Abdullahi     | 5000 m    | 14:32,67 min PB | 35      |               |               | ausgeschieden | ausgeschieden |

## Herkunft der Athleten
Lokonyen, Nadi und Lobalu stammen aus dem Südsudan, Farah aus Somalia und Abdullahi aus Äthiopien.